# L'affondamento della Valiant
L'affondamento della Valiant (The Valiant) è un film del 1962 diretto da Roy Ward Baker.
La pellicola di guerra racconta le vicende legate all'affondamento della corazzata inglese Valiant nel porto di Alessandria d'Egitto.

## Trama
Nel dicembre del 1941 due sommozzatori della Marina italiana, il tenente di vascello Luigi Durand de la Penne e il sottocapo Emilio Bianchi, dopo essere stati portati in prossimità del bersaglio con un sommergibile, minarono con la testata esplosiva del loro "maiale", la nave da battaglia britannica Valiant. Scoperti mentre tentavano di allontanarsi vengono imprigionati a bordo della nave inglese e non parlano della loro missione se non all'ultimo momento, questo permette a tutti i marinai della nave di mettersi in salvo. L'esplosione danneggia gravemente la nave ma i due italiani riescono a salvarsi e a guerra finita il comandante inglese vorrà decorare personalmente i due marinai.

## Produzione
Coprodotto dalla BHP Film Limited e dalla Euro International Film, il film venne girato negli studi della INCIR De Paolis sulla via Tiburtina a Roma, per uscire nelle sale italiane il 7 febbraio 1962. Il regista della seconda unità era Giorgio Capitani.

## Incassi
Incasso accertato sino a tutto il 31 marzo 1964 £ 159.763.806